# アルバロ・オブレゴン
アルバロ・オブレゴン・サリード（Álvaro Obregón Salido、1880年2月19日 – 1928年7月17日）は、1920年から1924年までのメキシコ大統領および軍人。軍階級は将軍。

## 生涯
彼はソノラ州で生まれ、小学校を卒業した後様々な職業を経験した。1906年にひよこ豆の新種を発見し栽培、輸出を行い富を得た。1911年に周囲の勧めで政界に進出、選挙の結果フアタバンポ市長に就任した。1912年になるとフランシスコ・マデロ大統領政権に不満を持つパスクワル・オロスコが反乱、8月にソノラ州で蜂起したオロスコ派に対し、オブレゴンはかねてより支持を得ていたマヤ・インディオからなる自警団を指揮しこれを鎮圧した。1913年2月のビクトリアーノ・ウエルタによるクーデターでソノラ州議会は反クーデターを表明、オブレゴンを州軍司令官に任命した。
ウエルタのクーデターに対して、コアウィラ州知事ベヌスティアーノ・カランサが反革命勢力打倒と護憲主義を掲げ対抗した。カランサを第一統領とする「護憲軍」にオブレゴンは参加、カランサは10月24日にソノラ州で臨時政府の樹立を発表した。戦況は護憲軍有利に展開し、1914年3月には国土の四分の三を制圧。7月14日にウエルタは退陣し、スペインに亡命した。カランサは暫定大統領に就任、8月15日にオブレゴン指揮下の部隊と共にメキシコシティに入りするが、既成の体制を維持しようと旧支配層との妥協を図ったカランサに対し革命勢力は反発する。
パンチョ・ビリャ率いる北部軍は12月に国土を制圧、オブレゴンはカランサを支持し、ベラクルスを拠点としてビリャやエミリアーノ・サパタに対し反撃を行った。オブレゴン軍は良く統制が取れており国軍のほとんどを吸収、1915年1月にサパタ派は敗走しメキシコシティがオブレゴン軍の手に落ちる。オブレゴン軍は1915年の4月にグアナファト州セラヤでビリャ軍と激突、塹壕と機関銃を組み合わせた新戦法を取るオブレゴン軍に対し騎兵の突撃を繰り返したビリャ軍は大敗、ビリャ軍はチワワ州に敗走しゲリラ戦を行うようになる。ただし、その間にビリャ軍の砲撃によってオブレゴンは右腕を切断する重傷を負っている。7月に全土をほぼ平定したカランサは大統領に就任し、オブレゴンは国防相に任命された。

セラヤの戦い後のオブレゴン（1917年）

1917年2月に新憲法が制定、オブレゴンはこの憲法制定手続きに不満を表明し国防相を辞任、政界を引退して故郷のソノラ州に戻りひよこ豆の栽培事業を再開した。1919年4月にサパタがカランサの刺客により暗殺、労働者勢力はカランサへの対抗のためオブレゴンに協力を求め、オブレゴンはこれを受け6月に立憲自由党から次期大統領選への立候補を表明する。憲法は大統領の再選を禁止していたため、カランサは自分の後継としてイグナシオ・ボニージャスを指名、ボニージャスは駐米大使を経験したインテリだったがスペイン語が話せなかった。ルイス・モロネスの指導する労働者地域連合 (CROM) を母体とした労働党、国民協同党、ユカタン社会党がオブレゴンを支持したが、翌年1月にカランサはオブレゴンを逮捕しようとし、オブレゴンはソノラ州に逃亡した。
3月になるとカランサは労働組合の争議鎮圧を口実にソノラ州に軍を派遣し、これに対しソノラ州知事アドルフォ・デ・ラ・ウエルタがソノラ独立共和国を宣言する。ソノラ州の立憲自由軍はカランサに対して宣戦布告、国内は再び内戦状態となり、ビリャ、サパタ派も立憲自由軍を支援した。立憲自由軍は5月にメキシコシティに侵攻、カランサはベラクルス州で臨時政府の樹立を試みるがプエブラ州でロドルフォ・エレーロ将軍率いる部隊の待ち伏せを受け殺害され（オブレゴンはエレーロを裁判にかけ、軍階級を剥奪）、立憲自由軍が国土を制圧（ボニージャスは辛くも脱出し、1942年にアメリカで死去）。1920年6月1日から1920年12月1日まで6か月の間、アドルフォ・デ・ラ・ウエルタが臨時大統領を務めた。9月5日に大統領選挙が実施され、オブレゴンは他候補に大差を付け圧勝、12月1日に大統領に就任した。臨時大統領だったデ・ラ・ウエルタは蔵相に任命された。
オブレゴン大統領下の4年は石油産業におけるアメリカ合衆国との良好な関係と、4年間で170万ヘクタールの土地を16万人の農民に分け与えた農地改革が成果としてあげられる。1923年7月にビリャが暗殺され、彼を支持していたデ・ラ・ウエルタはオブレゴンに対して不信を強める。8月にオブレゴンはメキシコ国内のアメリカの既得権益を認め、引き替えにアメリカからのメキシコ政府の承認を獲得するが、議会はこれに反発しデ・ラ・ウエルタを大統領候補に推薦する。デ・ラ・ウエルタは12月7日にベラクルスで革命を宣言し内戦が勃発。しかしながら翌年3月に反乱軍は鎮圧されてウエルタはアメリカへ亡命、オブレゴンは反乱に参加した少佐以上の将校を銃殺した。オブレゴンは憲法の再選禁止規定により大統領を辞職し、7月の選挙ではプルタルコ・エリアス・カリェスが勝利、大統領に就任した。だが、カリェスは石油利権を巡ってアメリカと一時戦争寸前にまで陥り、アメリカの既得権を認めることで和解。さらに、農地改革の進行を滞らせた上、カトリック教会の既得権を剥奪したためにクリステロ戦争が勃発する（1926年-1929年）。
1926年になるとカリェスは憲法を改定、再選規定を連続再選の禁止と変更し、任期も6年に延長、オブレゴンの大統領選再出馬を可能にした。1927年、オブレゴンの再選に反対する勢力は再選反対党を結成しアルヌルフォ・ゴメス将軍を大統領候補に推す。フランシスコ・セラーノ将軍も国民革命党からの出馬を表明したが、10月にセラーノは反乱を企て軍によって射殺され、11月のゴメス将軍による反乱も鎮圧、ゴメスも銃殺される。
対立候補を全て葬り去ったオブレゴンは翌1928年7月に再び大統領に選出された。彼は勝利を祝うためにメキシコシティへ戻ったが、7月17日、レストランでの大統領就任パーティーの最中に、カリェス政権による教権反対綱領へ不満を持つカトリック過激派の神学生ホセ・デ・レオン・トラルによって顔面に五発の銃弾を受け暗殺された。トラルは翌年の2月9日に銃殺刑に処されている。オブレゴンの死を受けて、エミリオ・ポルテス・ヒルが臨時大統領に就任したが実質カリェスの傀儡であり、カリェスは6年に渡って傀儡の大統領を立てて陰から支配した（マクシマート）。
オブレゴンの地元であったソノラ州のシウダー・オブレゴンと、彼の暗殺現場を含むメキシコシティの中のアルバロ・オブレゴン自治区は彼に因んで改名された。